# Vivere ancora
 Vivere ancora è un film di guerra del 1945, attribuito a Francesco De Robertis, un alto ufficiale della Marina Militare, nativo di San Marco in Lamis, che ha dedicato una vasta filmografia all'ambiente della Marina Militare Italiana. De Robertis rielabora un lavoro iniziato l'anno precedente da Leo Longanesi con il titolo Dieci minuti di vita, e concluso da Nino Giannini.

## Trama
Durante la seconda guerra mondiale tutti vivono l'esperienza dei bombardamenti: il film narra la storia di un anarchico pazzo che mette una bomba sotto un palazzo e poi va ad avvisare gli inquilini che hanno ancora dieci minuti di vita. Si cerca la bomba nei vari appartamenti, dove compaiono in una quotidianità assurda e grottesca personaggi stralunati, perlopiù preda di ossessioni mortuarie.
La bomba era scarica e l'anarchico era lo stesso scrittore Leo Longanesi. Sembra quindi del tutto paradossale, ma del tutto in linea con il caratteristico humor nero di Longanesi, che l'evasione dai bombardamenti venga rappresentata proprio da una storia di pazzi, bombe, morti, esplosioni.

## Produzione
Nell'estate del 1943 Leo Longanesi aveva iniziato a girare a Cinecittà questa pellicola con il titolo "Dieci minuti di vita". Il film si avvaleva di un cast originale di prim'ordine, con Alida Valli, Isa Miranda, Vittorio De Sica e Gino Cervi. Le riprese furono interrotte dall'occupazione tedesca di Roma, avvenuta nel settembre dello stesso anno, dopo l'armistizio di Cassibile. Longanesi girò solo 35 minuti.
Il film venne poi ripreso nel 1944 (con il titolo Vivere ancora) a Torino, presso gli stabilimenti cinematografici Fert in corso Lombardia, da Nino Giannini che si avvalse della collaborazione di Ennio Flaiano e di Paola Ojetti, con nuovi attori e con un altro operatore (Domenico Scala).
Essendo la pellicola articolata in vari episodi, il regista Francesco De Robertis, poté portarla a compimento senza problemi, nonostante l'assenza di Gino Cervi che aveva già interpretato la sua parte. Nel cast il regista inserì per la prima volta Lída Baarová, un'attrice cecoslovacca, considerata una delle donne più affascinanti della sua epoca: è una delle uniche due attrici che il regista riconfermerà in un'altra pellicola. Tra gli attori: Nuto Navarrini, il pugliese Tito Schipa e Carlo Dapporto, che sostituirono il cast originale.
Ottenne il visto censura nº 407 del Regno d'Italia solo il 12 febbraio 1946.

## Distribuzione
Il film uscì in prima nazionale nelle città della Repubblica Sociale Italiana l'8 aprile del 1945, a pochi giorni dalla fine della guerra.

## Critica
Il cinema è coperto da una patina di grigiore, che in alcuni film, specialmente quelli costruiti sul registro del grottesco come "Vivere ancora", diventa addirittura nero, una sorta di cappa funebre che aleggia sui personaggi, sugli ambienti, sulle scenografie.

## Premi e riconoscimenti
"Folies 1945" è una rassegna di film del 1945 dall'occupazione alla Liberazione, svoltasi tra il 15 e il 19 aprile 1985 al cinema Eliseo di Torino, su un anno spartiacque, il 1945, appunto, che vede la fine della guerra in Europa. Come testimonia il catalogo uscito in concomitanza con la manifestazione, la produzione di quell´anno fu ricca e variegata, riproposta nella sua eterogeneità: dagli ultimi cinegiornali di propaganda ai primi film americani che ritornano in Italia, dai documentari girati dai partigiani ai primissimi film neorealisti. Nel Programma della rassegna anche il film: "Dieci minuti di vita - Vivere ancora" prodotto in gran parte proprio a Torino.